# نادين هيلدبراند
نادين هيلدبراند (بالألمانية: Nadine Hildebrand)‏ هي منافسة ألعاب القوى ألمانية، ولدت في 20 سبتمبر 1987 في شتوتغارت في ألمانيا.

## وصلات خارجية
- نادين هيلدبراند على موقع الاتحاد الدولي لألعاب القوى (الإنجليزية)
- نادين هيلدبراند على موقع الاتحاد الألماني لألعاب القوى (الألمانية)
- نادين هيلدبراند على موقع الدوري الماسي (الإنجليزية)
- نادين هيلدبراند على موقع اللجنة الأولمبية الدولية (الإنجليزية)
- نادين هيلدبراند على موقع أوليمبيديا (الإنجليزية)
- نادين هيلدبراند على موقع اللجنة الأولمبية الألمانية (الألمانية)